# Zlechov
Obec Zlechov se nachází v okrese Uherské Hradiště ve Zlínském kraji. Žije zde přibližně 1 600 obyvatel. Obec stavebně splývá se sousední obcí Tupesy.

## Poloha
Obec Zlechov leží asi 6 km západně od okresního města Uherské Hradiště na východním úpatí Chřibů. Průměrná nadmořská výška obce je ovšem nízká, 208 m n. m.

## Historie
Obec Zlechov má starobylý původ. V historických pramenech je zmíněna tato obec pod těmito názvy: Zlechowe (1207), Leischowe (1220), Zlechow (1228), Lechowe (1265), Zlechow (1564), Zlechau, Zlochow (1846), Zlechov (1924).
První písemná zmínka o obci pochází z roku 1207. Podle listiny – falza z 13. století potvrdil král Přemysl Otakar I. ves Zlechov, koupenou od rytíře Dobena za 30 stříbrných, velehradskému klášteru. Klášterem byla ves držena i ve druhé polovině 13. století. Za husitských válek byla ves se souhlasem císaře Zikmunda dána do zástavy hradišťskému měšťanu Štěpánu Pleulovi, když klášteru půjčil 433 kop hřiven na výplatu dalších klášterních vsí. Zpět klášteru postoupil ves jeho syn Jiří Pleul.
V 17. století a na začátku 18. století trpěla ves vpády vojsk z Uher. V letech 1604–1605 a na počátku třicetileté války v letech 1621–1623 to byl nájezd Bočkajovců, v roce 1645 vpád Švédů, v roce 1663, 1683 a v letech 1704–1706 vpád Turků.
Ve dnech 28. až 30. dubna 1945 přecházela přes Zlechov fronta druhé světové války. V boji o Zlechov padlo 14 rumunských vojáků a 2 místní občané. Od 5. října 2004 obec užívá znak a prapor, který byl posvěcen v roce 2005.

## Archeologické výzkumy
V katastru obce byly zjištěny stopy osídlení člověka doby paleolitu a neolitu. V trati Valy vedle silnice na Staré Město odkryl archeologický výzkum sídliště prvních Slovanů, jedno z prvních slovanských sídlišť na území Česka vůbec. V trati Za Branou se dochovaly stopy slovanského obydlí.

## Současnost
V obci se nachází mateřská škola a I. stupeň základní školy, jejíž žáci mohou navštěvovat místní veřejnou knihovnu. Škola byla v obci postavena již roku 1791 a v současnosti jejich pět tříd navštěvuje pouze kolem 70 žáků. Sportovní vyžití v obci zajišťuje tělovýchovná jednota Zlechov – tradiční fotbalový oddíl SK Zlechov nebo oddíl stolního tenisu, který ovšem trénuje v prostorách ZŠ Tupesy. V okolí vesnice prochází železniční trať a silnice I. třídy číslo 50 (současně evropská silnice E50). V obci působí kynologický spolek, chovatelé poštovních holubů a spolek myslivců. V roce 1899 byl založen sbor dobrovolných hasičů, který působí aktivně dodnes.
Největší kulturní akci v obci představují slovácké hody s právem, jež se konají každým rokem třetí říjnový víkend. Každoročně se v březnu koná košt slivovice a košt a výstava vín, později i výstava psů. Začátkem roku obec žije plesy a před Vánoci se tradičně pořádají Adventní koncerty.

## Pamětihodnosti
- Kostel sv. Anny
- Socha svatého Jana Nepomuckého na návsi
- Boží muka
- Smírčí kříž

## Cyklostezka svatého Metoděje
- 3. července 2021 byla otevřena cyklostezka svatého Metoděje, která vede do obce Boršice a měří 2,44 kilometrů. Na území obce je celkem pět soch na motivy Velké Moravy a svatého Cyrila a Metoděje, které cyklostezku zdobí. Autorem je akademický sochař Daniel Ignác Trubač.

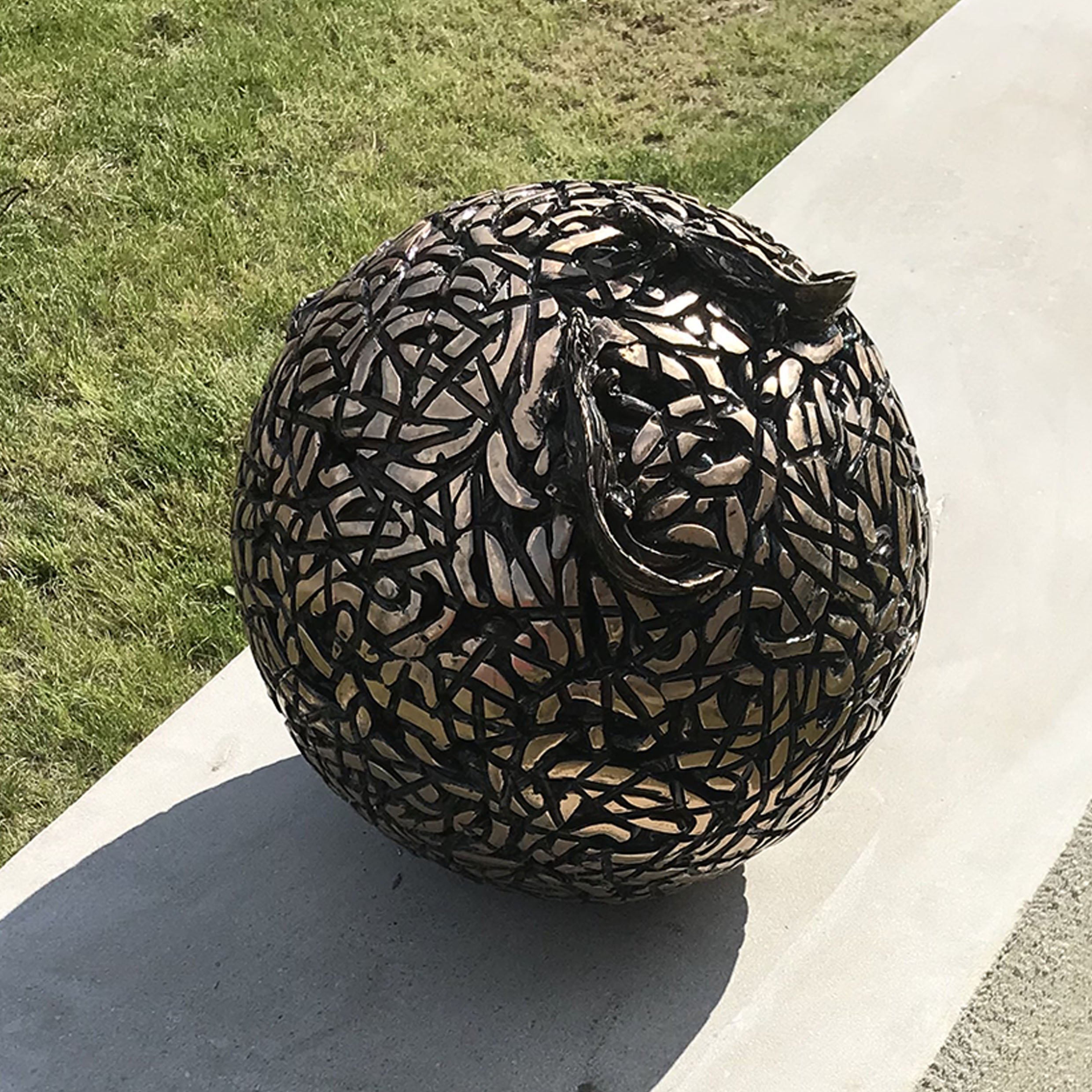
Zapadající Slunce
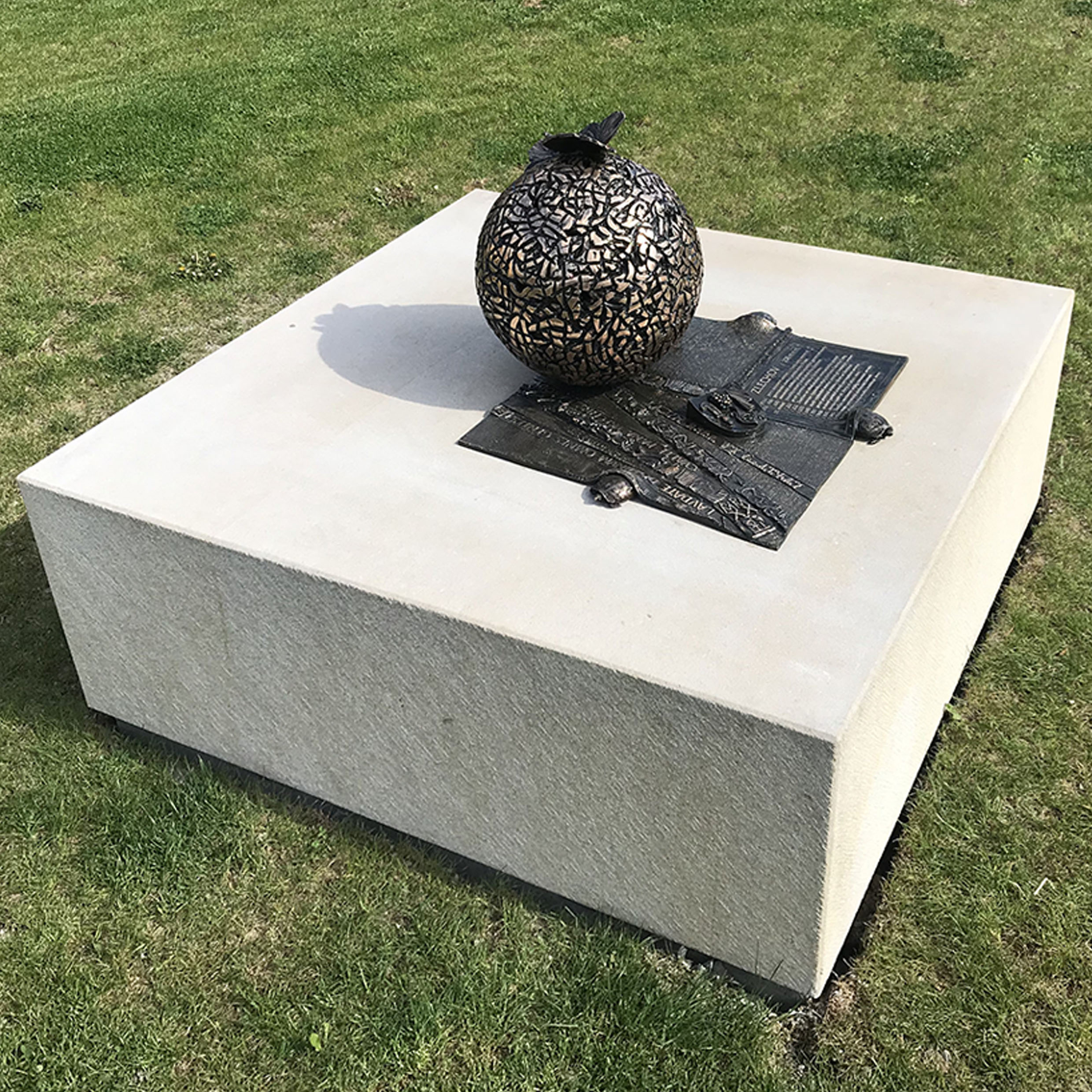
Želví křižovatka
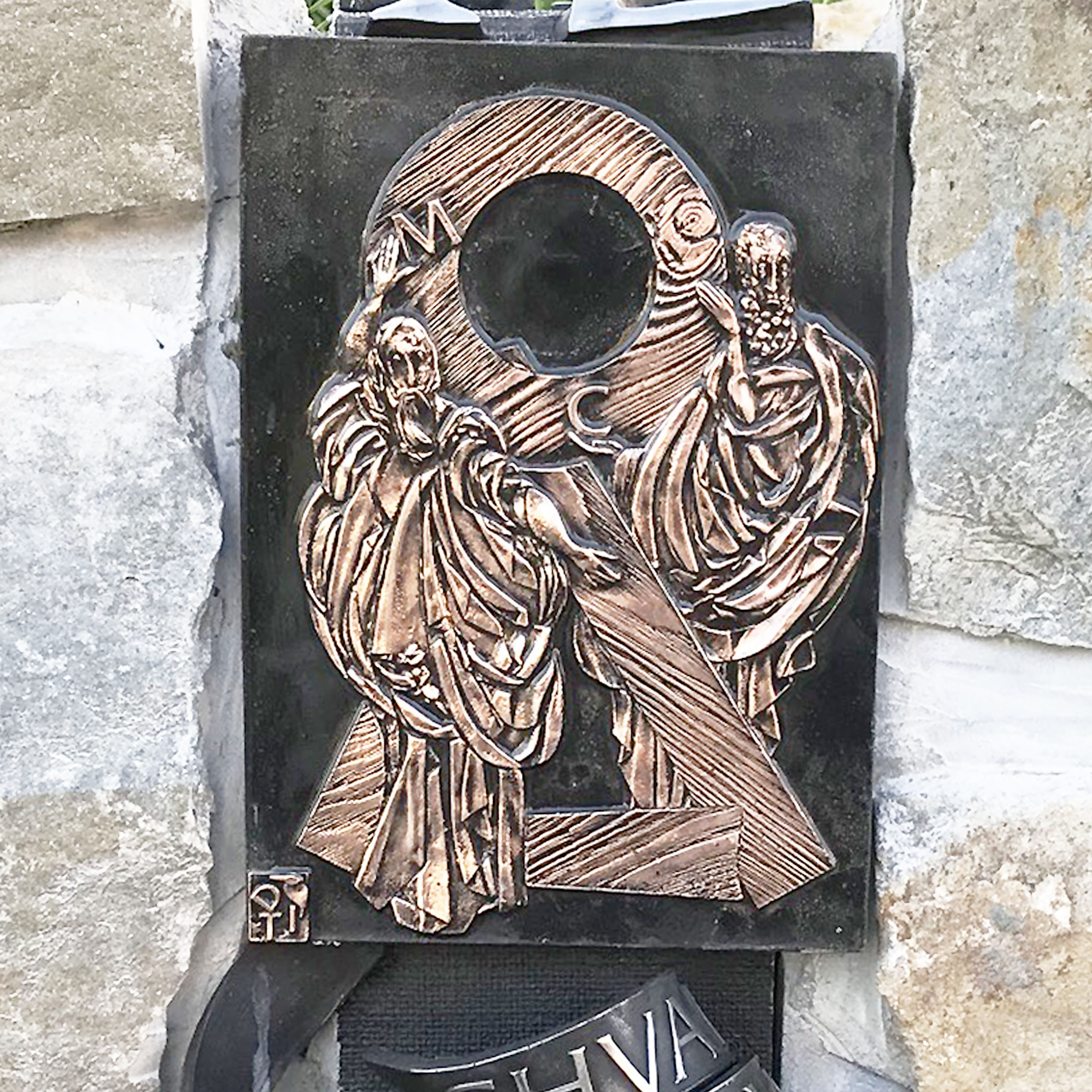
reliéf svatého Cyrila a Metoděje
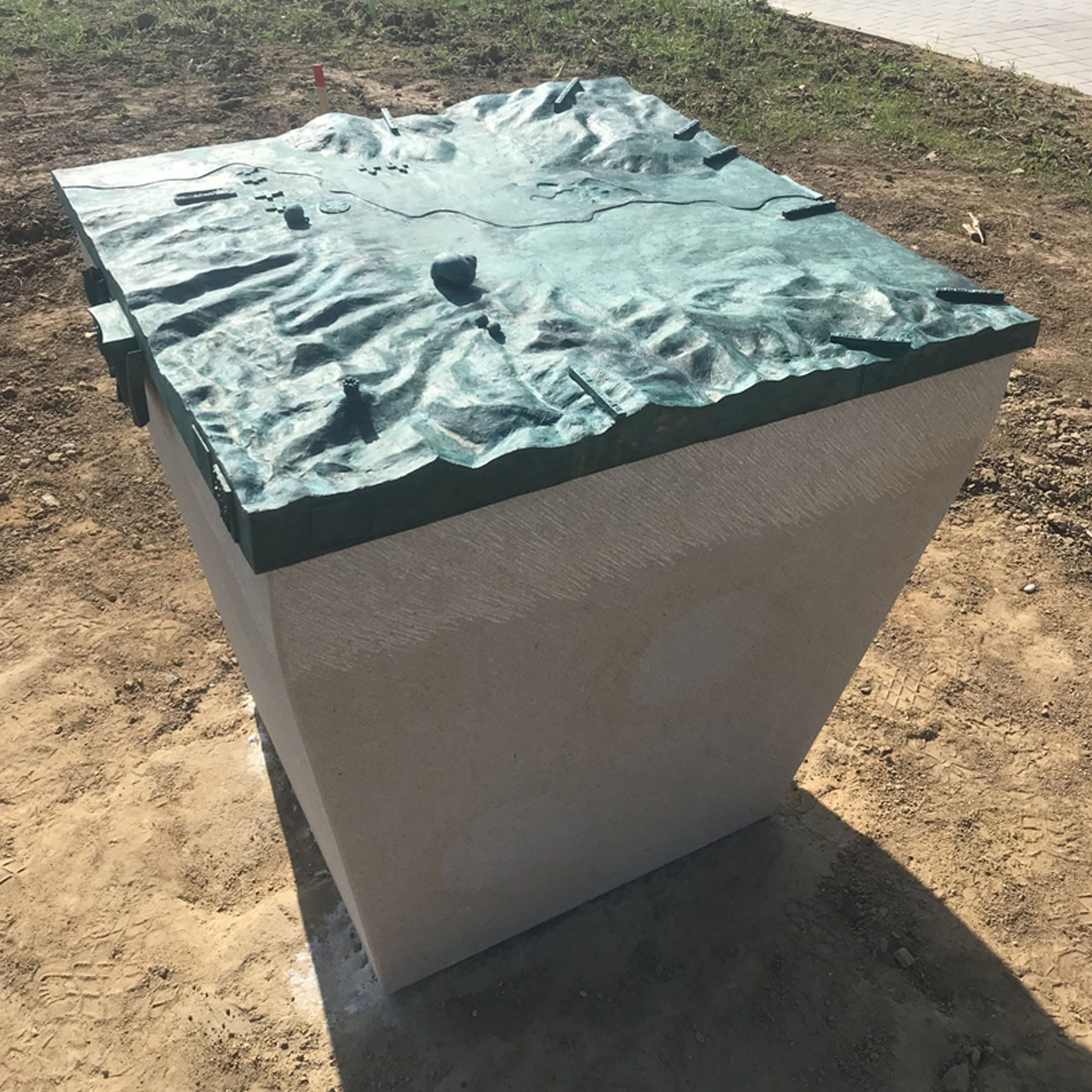
Mapa Dolnomoravského úvalu
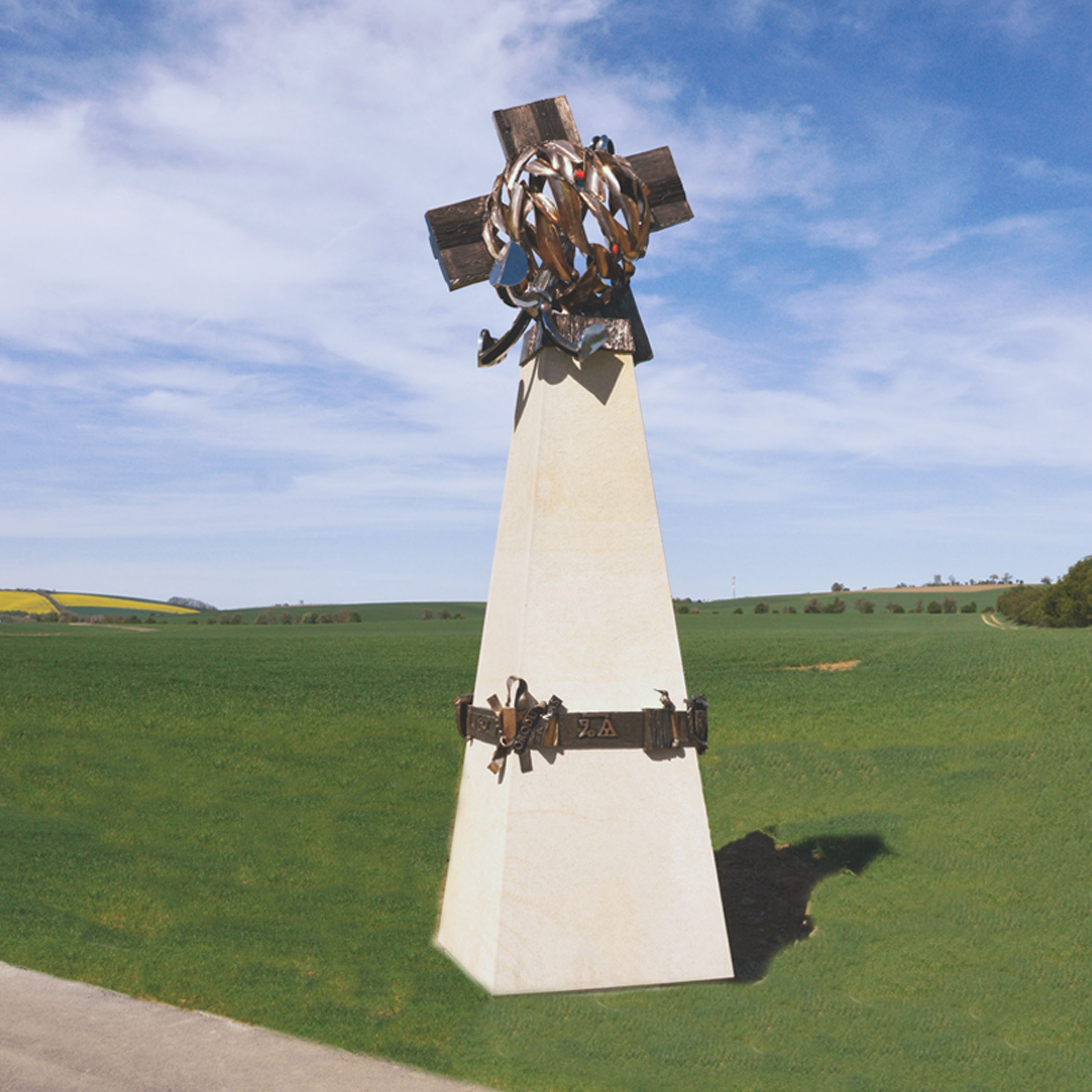
Gorazdův obelisk

## Galerie

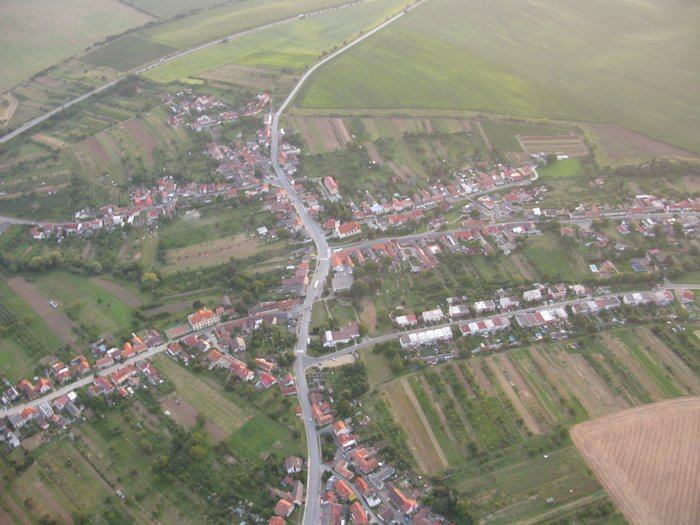
Letecký pohled
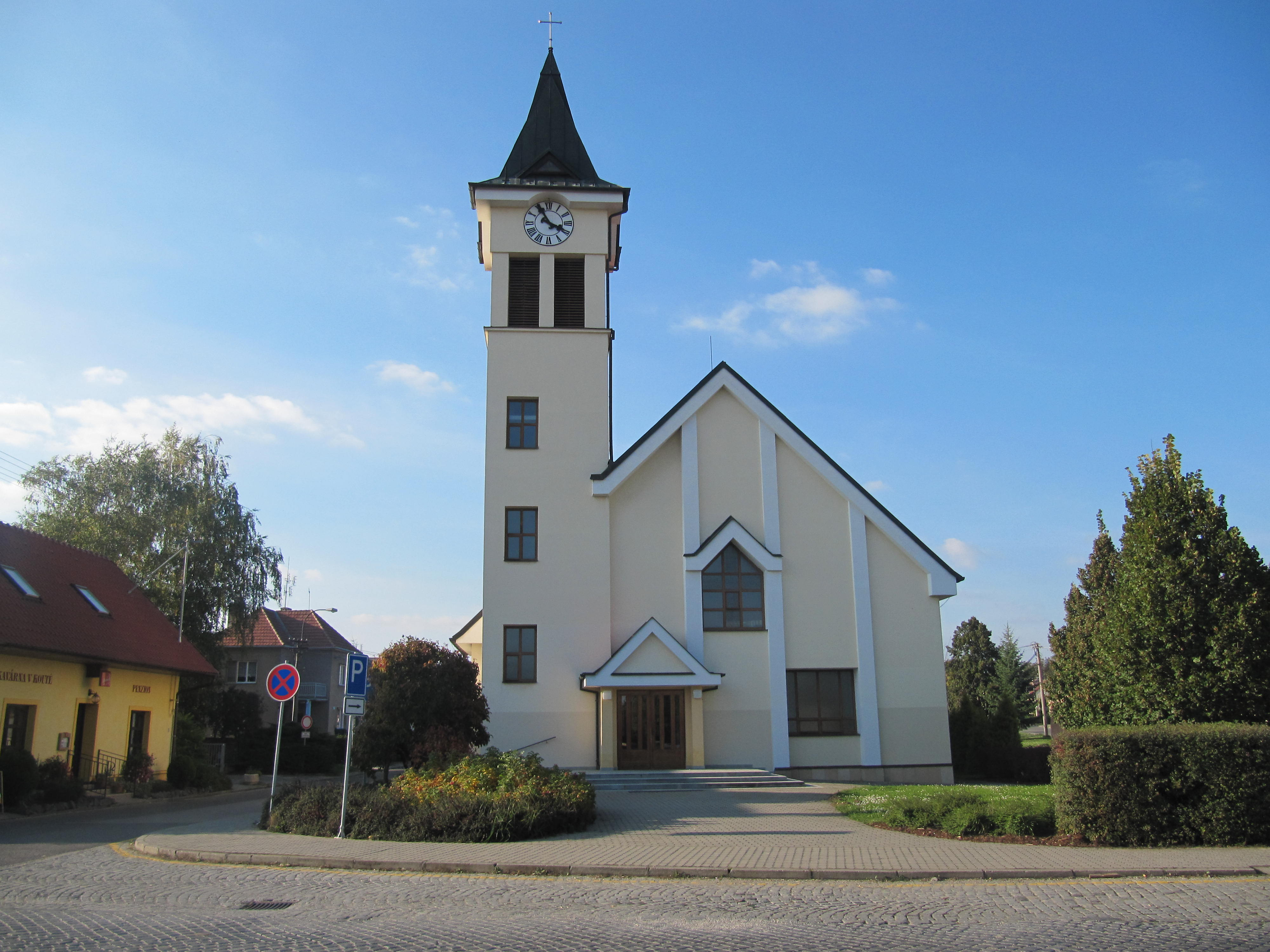
Kostel svaté Anny
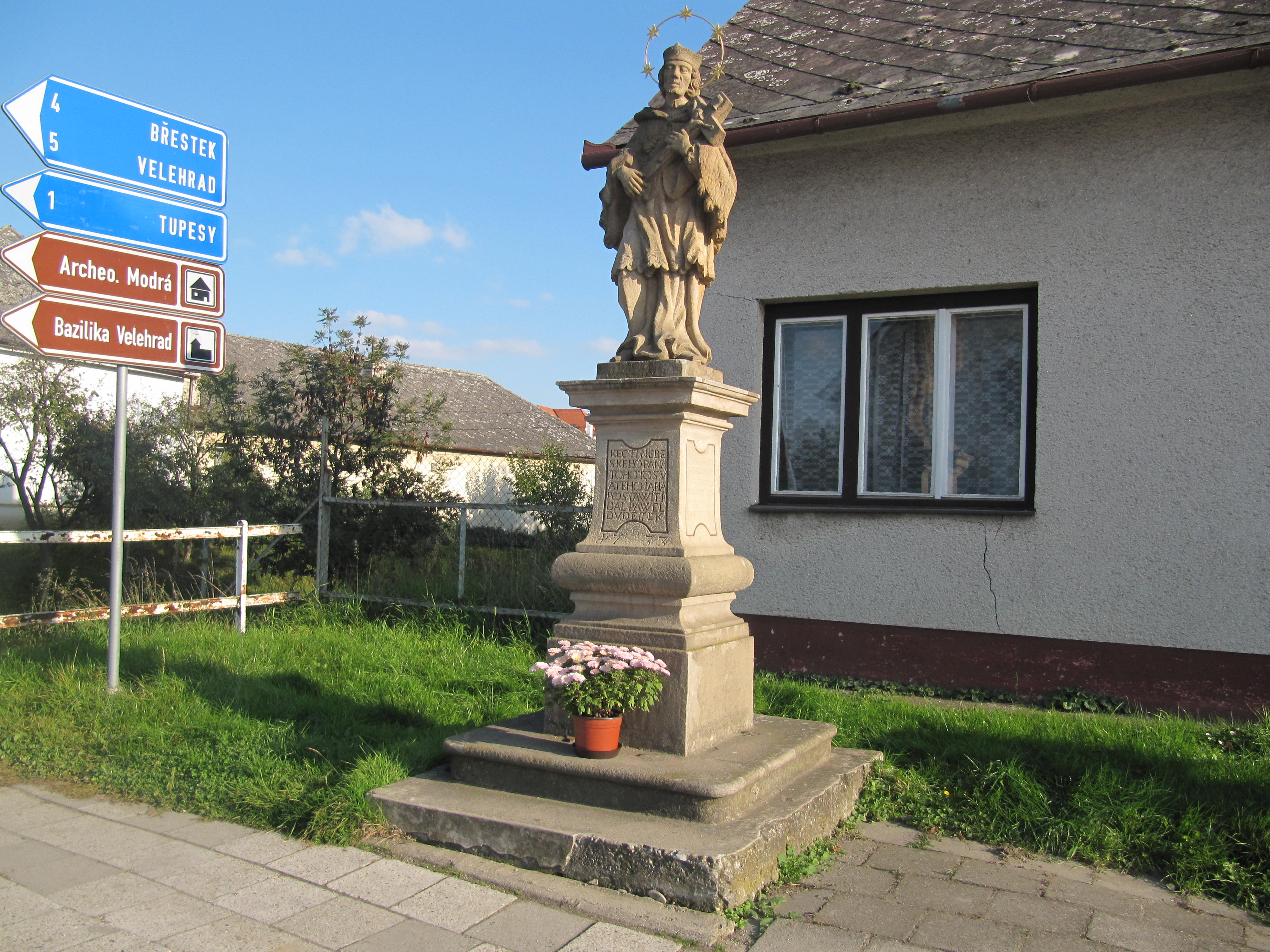
Socha svatého Jana Nepomuckého z roku 1733
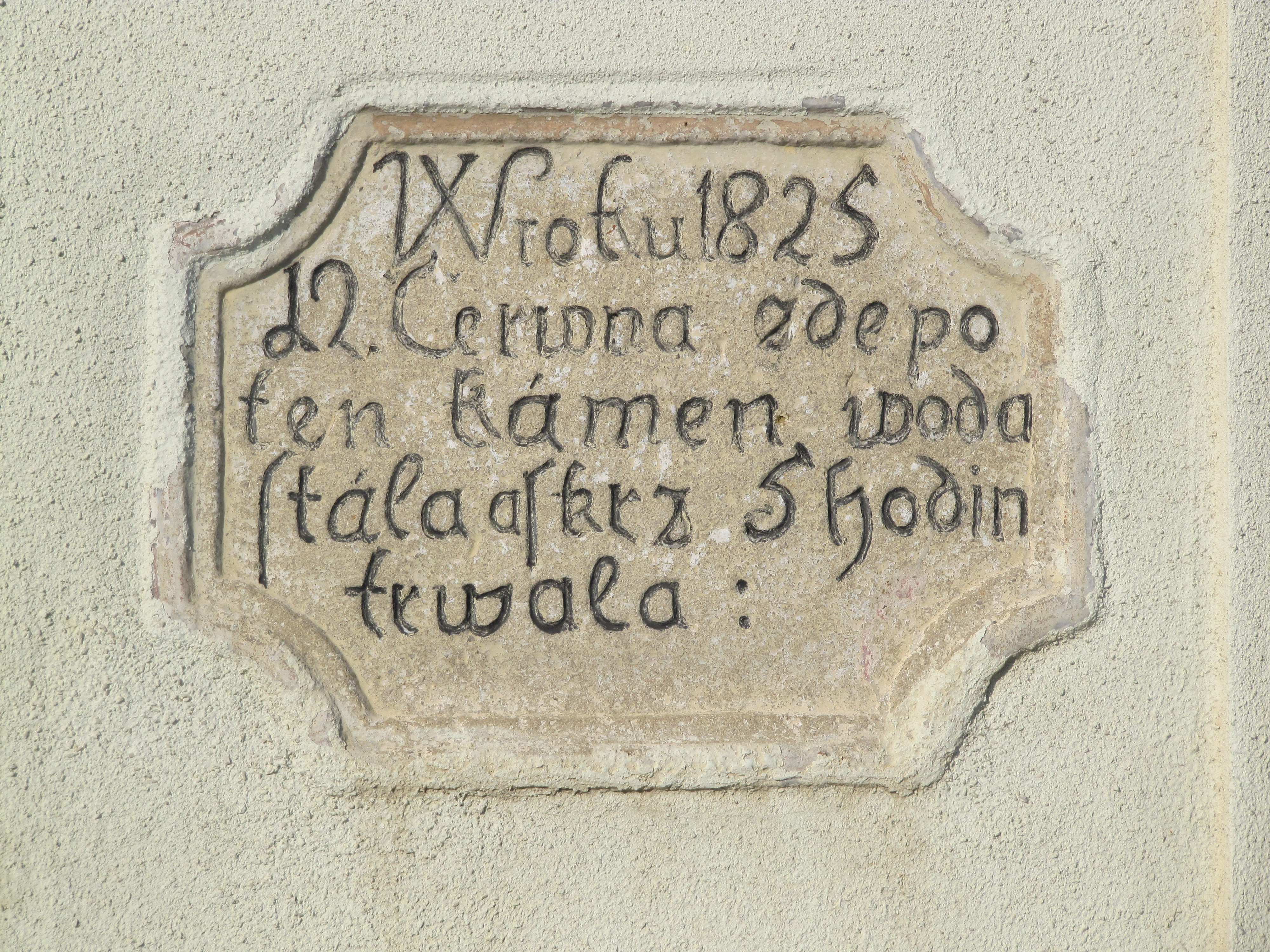
Povodňová značka z roku 1825